# Lidköping (gemeente)
Lidköping is een Zweedse gemeente in Västergötland. De gemeente behoort tot de provincie Västra Götalands län. Ze heeft een totale oppervlakte van 1378,4 km² en telde 37.241 inwoners in 2004.

## Plaatsen
- Lidköping (stad)
- Vinninga
- Järpås
- Filsbäck
- Örslösa
- Saleby
- Tun (Zweden)
- Gillstad
- Granvik (Lidköping)
- Hasslösa
- Spiken